# Jutahy Magalhães
Jutahy Borges Magalhães (Río de Janeiro, 6 de agosto de 1929 – Salvador, 31 de enero de 2000) fue un político brasileño.

## Biografía
Hijo del político Juracy Magalhães, Jutahy Borges fue un operario público del Instituto de Asistencia y Sanidad del Servidor del Estado de Bahía (IAPSEB), fue inspector general del Instituto de Sanidad y Asistencia a los Servidores del Estado (IPASE) para Estado de Bahía, Sergipe y Espírito Santo. Tiempos después residió en el exterior y fue alumno de la Universidad de Washington, donde cursó Administración Pública y Comercial.
Su hijo, Jutahy Júnior, mantiene actividad política desde la década de 1980, habiendo sido elegido diputado federal siete veces, Ministro del Bienestar Social (1992-1993) y candidato a gobernador de Bahía en 1994.

## Trayectoria
Desde muy pronto cayó bajo la influencia paterna e ingresó en la Unión Democrática Nacional (UDN), partido del cual el padre fue uno de los próceres y fundadores. Electo concejal en Salvador en 1958 y diputado provincial en 1962, fue nombrado vicegobernador de Bahía en el período de Luís Viana Filho, entre 1967 y 1971, cuando ya integraba los cuadros de la oficialista ARENA. Reelegido diputado provincial en 1970 y electo diputado federal en 1974, en el año 1978 fue elegido para una vacante de senador reservada a su estado, habiendo migrado para las huestes del Partido Democrático Social (PDS) con la reforma partidaria emprendida con el fin del bipartidismo. Concluido el ciclo de gobiernos militares con la elección de Tancredo Neves para la Presidencia de la República en 1985, Magalhães ingresó en el PMDB y fue reelegido senador en 1986, en unos comicios marcados por la victoria de Waldir Pires. Tal hecho, sin embargo, no lo impidió cambiar filiación partidaria por el PSDB algunos años más tarde.